# 奧爾利 (波克羅夫西克區)
48°1′52″N 36°23′5″E / 48.03111°N 36.38472°E
奧爾利（烏克蘭語：Орли），是烏克蘭的村落，位於該國中部第聶伯羅彼得羅夫斯克州，由波克羅夫西克區負責管轄，距離馬亞克和梅切特內1公里，海拔高度175米，2001年人口386。